# 3918 Брел
3918 Брел (енгл. 3918 Brel) је астероид главног астероидног појаса чија средња удаљеност од Сунца износи 2,244 астрономских јединица (АЈ).
Апсолутна магнитуда астероида је 13,3.
Астероид је добио име по белгијском кантаутору и глумцу, Жаку Брелу.